# António Pedro de Cerqueira Leite
António Pedro de Cerqueira Leite, ou Antônio Pedro de Cerqueira Leite, (Limeira, 29 de junho de 1845 — Rio de Janeiro, 31 de agosto de 1883) foi um pastor brasileiro da Igreja Presbiteriana do Brasil, tendo sido moderador de seu Supremo Concílio entre os anos 1882-1883 (na época Presbitério do Rio de Janeiro).

## História
Nascido em São João de Morro Azul, em Limeira/SP, sendo o sexto filho varão de Antônio Remígio Ordonho e Cândida Pereira Lima (os quais tiveram seis filhos varões e duas filhas viragos), foi dedicado ao estudo religioso desde sua infância, tendo aprendido latim com o, então, Pe. José Manoel da Conceição, tendo este se tornado o primeiro pastor protestante brasileiro posteriormente.
Converteu-se ao presbiterianismo em 1864, pelo que, como retaliação por sua conversão, foi convocado no ano seguinte à Guerra do Paraguai. Retirou-se, portanto, para o sítio de um confrade presbiteriano, Sr. Henrique Gomes, local em que recebeu estudos pelo próprio Rev. Alexander Blackford, com o intuito de integrá-lo ao pastorado.
Assim, foi António Pedro contratado para ser distribuidor de Bíblias (completas ou Novo Testamento) e folhetos evangelísticos. Foi recebido oficialmente como membro da Igreja Presbiteriana do Brasil em 30 de dezembro de 1866, quando professou sua fé e foi batizado perante os irmãos e o Rev. Ashbel Green Simonton, plantador do presbiterianismo no Brasil.
Em 8 de março de 1868, ingressou ao Seminário do Rio de Janeiro, tendo por professores os Revs. Simonton, Blackford e Schneider. Dentre seus colegas de curso esteve Modesto Carvalhosa. Todavia, desistiu do seminário em 1870, quando esqueceu do que diria no discurso que lhe cabia naquele ano, numa certa ocasião.
Regressou a Brotas, onde acompanhou o Rev. Robert Lenington numa missão evangelística rumo ao sul de Minas Gerais, tendo passado por Araras, Mogi-Mirim, Borda da Mata, Pouso Alegre, Bom Retiro, Campanha e Caldas. Nesse ínterim, foi incentivado pela senhora do Rev. Chamberlain, Mary Ann Annesley, a voltar aos estudos teoglógicos, de modo que em 30 de dezembro de 1872 foi aceito como candidato ao pastorado.
Casou-se com a Srta. Palmyra Rodrigues, professora da Escola Americana, em 18 de setembro de 1873. Aos 8 de agosto de 1876 foi ordenado ao sagrado ministério.
Residiu em Sorocaba até seu falecimento, tendo-se empenhado no presbiterianismo local e sendo, um amante da música, criou o primeiro Coral Presbiteriano no Brasil, no ano de 1876.

## Morte
O Rev. António Pedro morreu em 31 de agosto de 1883, quando da 19ª Reunião do Presbitério do Rio de Janeiro. Eis que realizara uma longa viagem a cavalo de Sorocaba ao Rio de Janeiro, desobedecendo as recomendações de seu médico para que deixasse de comparecer à reunião em razão de seus problemas cardíacos, tendo chegado um dia antes à antiga capital do Império do Brasil e presidido a sessão de abertura da reunião, porquanto Moderador do Presbitério naquele período. Seu último sermão foi pregado naquela abertura, tendo por base o Evangelho segundo Lucas, capítulo 7, versículos 39 a 48.
Seu culto fúnebre foi oficiado pelo Rev. Robert Lenington. Deixou a mulher e sete filhos: Filúvio, Júnia, Lisânias, Algina, Lisenor, Jaziel e Nefália.